# Алиенту
Алиѐнту (на италиански: Aglientu, на местен диалект Santu Francìscu di l'Aglièntu, Санту Франчиску ди л'Алиенту) е село и община в Южна Италия, провинция Сасари, автономен регион и остров Сардиния. Разположено е на 420 m надморска височина. Населението на общината е 1171 души (към 2011 г.).